# 斯坦利·杰克逊
斯坦利·利昂·杰克逊（英語：Stanley Leon Jackson，1970年10月10日—），美国NBA联盟前职业篮球运动员。